# In Defiance of Existence
In Defiance of Existence – piąty album studyjny norweskiego zespołu muzycznego Old Man’s Child. Wydawnictwo ukazało się 25 marca 2003 roku nakładem wytwórni muzycznej Century Media Records.
Nagrania, pod roboczym tytułem Infidel zostały zarejestrowane w kwietniu i lipcu 2002 roku w Studio Fredman w Szwecji. Gościnnie w nagraniach wziął udział grecki gitarzysta Gus G., znany z występów w zespole Firewind. Album dotarł do 34. miejsca norweskiej listy przebojów - VG-Lista.
8 grudnia 2003 roku album został wydany na płycie gramofonowej jako część boxu pt. The Historical Plague.

## Lista utworów
Opracowano na podstawie materiału źródłowego.
| Nr | Tytuł utworu                                          | Słowa  | Muzyka         | Długość |
| -- | ----------------------------------------------------- | ------ | -------------- | ------- |
| 1. | „Felonies of the Christian Art”                       | Galder | Galder         | 05:48   |
| 2. | „Agony of Fallen Grace”                               | Galder | Galder         | 04:28   |
| 3. | „Black Seeds on Virgin Soil”                          | Galder | Galder         | 04:58   |
| 4. | „In Defiance of Existence”                            | Galder | Galder, Jardar | 04:57   |
| 5. | „Sacrifice of Vengeance”                              | Galder | Galder         | 04:32   |
| 6. | „The Soul Receiver”                                   | Galder | Galder         | 04:31   |
| 7. | „In Quest of Enigmatic Dreams” (utwór instrumentalny) |        | Galder, Jardar | 00:53   |
| 8. | „The Underworld Domains”                              | Galder | Galder         | 04:48   |
| 9. | „Life Deprived”                                       | Galder | Galder         | 04:49   |
|    |                                                       |        |                | 39:44   |

## Twórcy
Opracowano na podstawie materiału źródłowego.
| - Thomas Rune „Galder” Andersen Orre - wokal prowadzący, gitara elektryczna, gitara akustyczna, gitara basowa, instrumenty klawiszowe, produkcja muzyczna - Jon Øyvind „Jardar” Andersen - gitara elektryczna, gitara akustyczna - Nicholas Barker - perkusja, instrumenty perkusyjne - Gus G. - gitara elektryczna w utworach „Felonies of the Christian Art” i „Life Deprived” - Fredrik Nordström, Arnold Lindberg, Patrik J. Sten - inżynieria dźwięku, miksowanie |  | - Shannon Hourigan - okładka, oprawa graficzna - Sebastian Ludvigsen - zdjęcia - Christophe Szpajdel - logo - Ulf Horbelt - mastering |